# Rosser定理
在數論上，Rosser定理指的是第{\displaystyle n}個質數會大於{\displaystyle n\log n}，其中{\displaystyle \log }是自然對數函數。
這定理最早由J. Barkley Rosser於1939年發表。

## 完整陳述
這定理的完整陳述如下：
設{\displaystyle p_{n}}為第{\displaystyle n}個質數，那對於任意的{\displaystyle n\geq 1}而言，以下不等式成立：
{\displaystyle p_{n}>n\log n.}
1999年，Pierre Dusart證明了一個更強的下界：
{\displaystyle p_{n}>n(\log n+\log \log n-1).}

## 外部連結
- Wolfram數學世界上關於Rosser定理的介紹 （页面存档备份，存于）